# Gerhard Bruchmann
Gerhard Bruchmann (26 de setembro de 1918 - 31 de outubro de 1998) foi um oficial alemão que serviu durante a Segunda Guerra Mundial. Foi condecorado com a Cruz de Cavaleiro da Cruz de Ferro.

## Carreira

### Patentes
Unteroffizier

### Condecorações
| Cruz de Ferro 2ª Classe                                |
| Cruz de Ferro 1ª Classe                                |
| Cruz de Cavaleiro da Cruz de Ferro 6 de agosto de 1943 |